# Szatmári svábok
A szatmári svábok a dunai svábokhoz tartozó, német anyanyelvű népcsoport, amely többségében Románia északnyugati részén, Szatmár megyében él. Ide sorolják a Máramaros, Bihar és Szilágy megyei németeket is. Három szatmári sváb falu (Mérk, Vállaj és Zajta) Magyarországon, Szabolcs-Szatmár-Bereg vármegyében található.
A szatmári svábok azoknak a földműveseknek a leszármazottai, akik a 18. századtól kezdve a Sváb-Felföldről telepedtek le a Károlyi család birtokain. 

## Történet
Bocskai István, Bethlen Gábor, I. Rákóczi György, II. Rákóczi György, Thököly Imre és II. Rákóczi Ferenc idejében Szatmár vármegye területén számos csatát vívtak, és a különböző keresztülvonuló seregek nagy pusztítást okoztak. A törökellenes harcok nagy anyagi áldozatot követeltek, amit megemelt adók formájában szedtek be a lakosságtól, de rájuk hárult a katonaság ellátása is. A népesség száma lecsökkent: részben elestek a harcokban, részben megszöktek a sarcolás elől. A Rákóczi-szabadságharc alatt a kurucok 17 hónapig ostromolták Szatmár várát, amely  1705. január 1-jén adta meg magát. Ezt követően Rákóczi összeíratta, hogy a megye területén 1703 pünkösdjétől 1705. február 28-ig mekkora kár érte az egyes községeket, hány falu pusztult el, hány gazda maradt meg; az összeírás siralmas képet mutatott. Ráadásul 1709–1712 között pestis pusztította a vidéket.

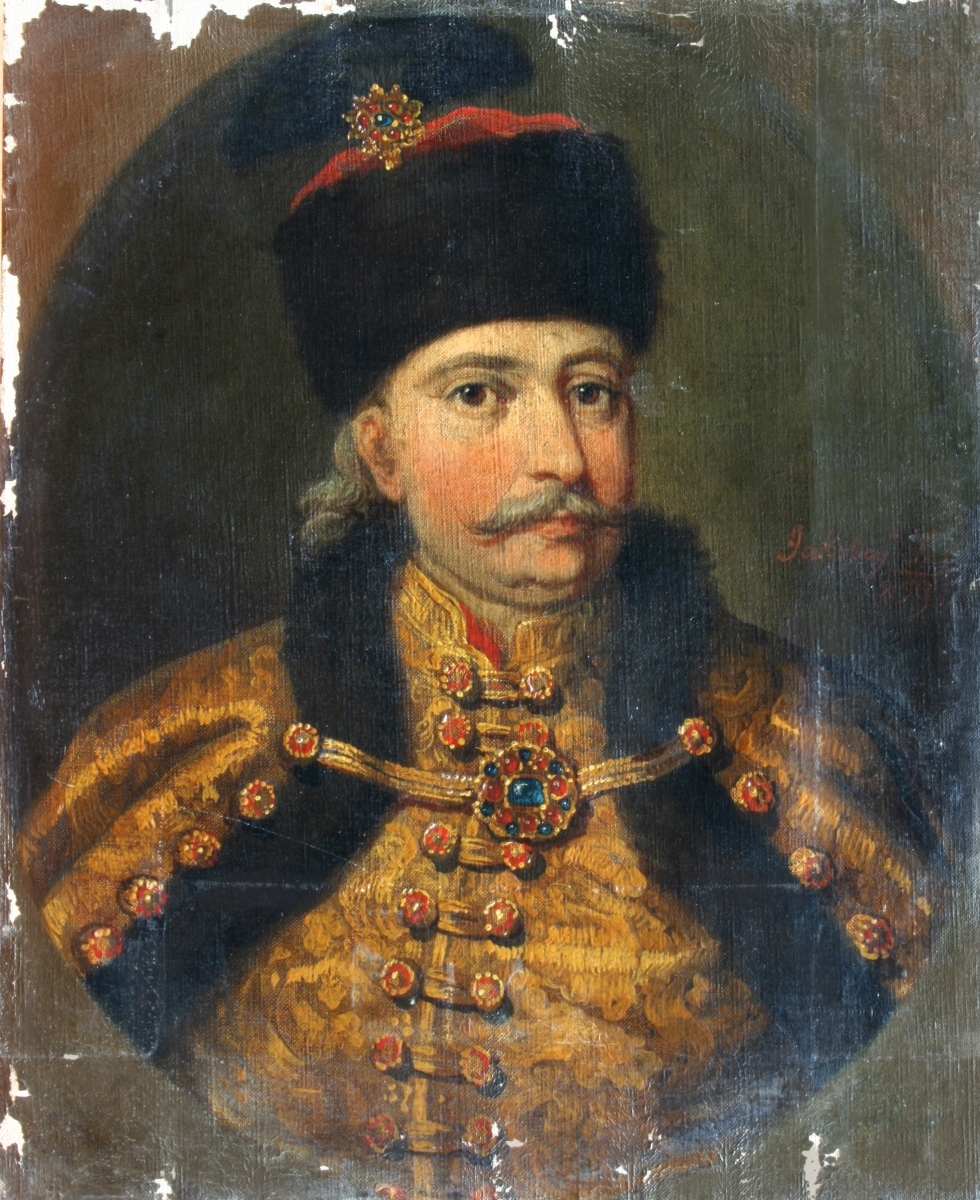
Károlyi Sándor

A szatmári békekötést követően szükségessé vált az elnéptelenedett vidék betelepítése. A magyar udvari kancellária és az udvari haditanács engedélyével gróf Károlyi Sándor a Württembergi Királyságból, a Sváb-Felföldről hozott katolikus telepeseket. 1712-ben mintegy 1700 fő érkezett, az első csoport 1712. július 14-én, a második július 21-én ért Nagykárolyba. Július 22-én megkezdődött a telkek kiosztása Nagykárolyban, Csanáloson, Kaplonyban és Csomaközön. A mesterembereket Olcsvára, a molnárokat Nagymajtényba telepítették. A jövevények nem voltak elégedettek a gróf által kínált szerződéses feltételekkel, és sérelmezték a gazdatisztek visszaéléseit is, ezért az első évben nagy számban szöktek el vagy vándoroltak szabályosan vissza. A magyar jobbágyok versenytársat láttak a svábokban, és nehezen fértek meg velük, ezért Károlyi a magyarokat más, tisztán magyar lakosságú  községekbe költöztette.
A telepítést Károlyi Sándor utódai (fia, Ferenc és unokája, Antal) is folytatták. 1712 és 1838 között összesen 2072 család (mintegy nyolcezer fő) telepedett le 31 községbe. A legtöbb külföldi család Nagykárolyba, Erdődre, Nagymajtényba, Mezőfénybe és Csanálosra érkezett. Nagyobb számú közvetlen betelepedés történt még Krasznabéltekre, Vállajra, Túrterebesre, Kálmándra, Mezőpetribe és Tasnádra; a többi településre inkább csak a többi sváb községből költöztek.
A betelepülő gazdák 30-40 hold földet, szőlőhelyet, kaszálót, fát és legeltetési jogot kaptak. Hat évig nem kellett adót fizetniük és mentesültek a katonai beszállásolástól; az első három évben úrbéri szolgálatot sem kellett teljesíteniük. Saját elöljáróságot választhattak, a papot a földesúr biztosította. A gróf és a gazdák közötti viszonyt szerződésben rögzítették, így terheik kiszámíthatóak voltak. A hatékony gazdálkodás eredményeképpen a sváb gazdák további földterületeket szereztek.
Az 1848–49-es forradalom és szabadságharc során a szatmári svábok a magyar csapatok oldalára álltak. A jobbágyok felszabadítását követően a szorgalmas, munkaszerető sváb gazdák hamarabb megváltották a földet, mint a magyarok. A kiegyezést követően a gazdasági fejlődés hatására megkezdődött nyelvi asszimilációjuk, különösen a városokhoz (Szatmár, Nagykároly) közeli településeken. Az 1910-es népszámláláskor a Nagykároly környéki falvakban (Kálmánd, Kaplony, Mezőpetri) már alig akadt német anyanyelvű.
A trianoni béke után Romániához került szatmári svábok elég hamar politikai csatározások középpontjába kerültek. Németország és a román kormány támogatta az elmagyarosodott szatmári népesség visszanémetesítését, az Országos Magyar Párt politikusai ezzel szemben úgy érveltek, hogy az asszimiláció már befejeződött.
1926. január 10-én megalakult a szatmári Német-Sváb Népközösség (Deutschschwäbische Volksgemeinschaft Gau Sathmar). Februárban a temesvári Schwäbische Bank fiókot nyitott Nagykárolyban azzal a céllal, hogy kedvezményes hitelt nyújtson a környező falvak földműveseinek. 1928-ra a szatmári két kisebbség között az iskolákért folyó harc elmérgesedett. 1928. májusban a Romániai Német Párt vezetősége úgy döntött, hogy a szatmári német mozgalmat visszafogottabbá kell tenni. 1933-ra mind a német külügyminisztérium, mind az erdélyi szász vezetők arra jutottak, hogy azokon a településeken, ahol már nem beszélnek németül, nem kell erőltetni a német oktatást. A szatmári német vezetők azonban minden sváb faluban követelték a német tannyelvű oktatást, és sikerrel jártak. Constantin Angelescu tanügyminiszter az 1934/35-ös tanév kezdetén elrendelte, hogy a német családnevű gyerekeket akkor is csak német vagy román tannyelvű iskolába lehessen beíratni, ha a szülők a magyar iskolát választanák. 1935-re a szatmári sváb illetve egykori sváb falvakban csak egyetlen magyar tannyelvű iskola maradt.
A visszanémetesítés eredményeképpen az 1930-as népszámlálás során a szatmári svábok olyan nagyságrendben vallották magukat német anyanyelvűnek, ahányan 1910-ben németül tudó magyar anyanyelvűnek. Miután a második bécsi döntés következtében Észak-Erdély visszakerült Magyarországhoz, a magukat német anyanyelvűnek illetve német nemzetiségűnek vallók száma jelentősen csökkent. A szatmári svábok egy része belépett a Magyarországi Németek Népi Szövetségébe (Volksbund).
Miután Hitler 1939. október 6-án meghirdette a Heim ins Reich [haza a birodalomba] programot, a német népcsoportok Németországba való visszatelepítését. A felmérések alapján mintegy húsz-harmincezer szatmári sváb mutatkozott hajlandónak az áttelepülésre, de végül ez nem valósult meg a más területekről (Dél-Tirol, Baltikum, Besszarábia, Bukovina, Galícia) érkezők elhelyezési problémái miatt. A szatmári svábok közül mintegy ezren léptek be a német hadseregbe.
1944-ben a szovjet csapatok behatolásakor mintegy háromezer főt evakuáltak; a svábok többsége nem volt hajlandó lakóhelyének elhagyására. 1945-ben mintegy ötezer szatmári német vagy német származású személyt „háborús jóvátétel” címén kényszermunkára vittek a Szovjetunióba, ahonnan mintegy 10-15%-uk nem tért vissza. Az otthon maradottakat az 1945. március 25-i agrártörvény sújtotta: az állam kisajátította A hitlerista Németországgal együttműködött német állampolgárok vagy német nemzetiségű (etnikai eredetű) román állampolgárságok földjeit és mezőgazdasági jellegű vagyonát.
A kommunizmus időszakában a szatmári svábok is elkezdtek tömegesen külföldre települni, noha később, mint az erdélyi szászok és a bánáti svábok.  Először azok emigráltak, akik elég jól beszéltek németül, de az 1980-as évek második felében már az elmagyarosodott szatmári svábok is a kitelepülést választották.

## Népesség

Szatmári sváb parasztház

1712 és 1838 között összesen 2072 család, azaz több mint nyolcezer fő telepedett át a Sváb-Felföldről Szatmár vármegye 31 községébe. 1820 körül mintegy tizennyolcezer sváb származású személy élt Szatmárban.
A szatmári svábok fő foglalkozása a mezőgazdaság, az állattenyésztés és a szőlőművelés volt. A háromnyomásos gazdálkodás és a 19. század végén végrehajtott birtokrendezés kedvezett az észszerű munkavégzésnek, a mezőgazdasági gépek használatának és a többlettermelésnek.
A trianoni béke során Romániához került 24 sváb község lakossága az alábbiak szerint alakult:
| Év   | Német anyanyelvűek | Német nemzetiségűek |
| ---- | ------------------ | ------------------- |
| 1880 | 10 376             |                     |
| 1890 | 11 712             |                     |
| 1900 | 8 240              |                     |
| 1910 | 3 581              |                     |
| 1920 |                    | 21 756              |
| 1930 | 13 048             | 19 194              |
| 1941 | 5 615              | 4 318               |

Az 1970-es és 1980-as években a romániai Szatmár megyében 35 000–38 000 szatmári sváb élt. Ehhez jön további 4000 fő a magyarországi községekből és mintegy 8000 fő Máramaros, Bihar és Szilágy megyéből. Az 1977-es népszámláláskor még 11 429 szatmári sváb élt Romániában. A kivándorlások következtében a svábok által hajdan lakott vidék délkeleti részén már alig vannak svábok, Nagykároly környékén még léteznek sváb lakosságú falvak.
A 2011-es és 2021-es népszámlálások során az alábbi Szatmár megyei községekben és városokban élt 5%-nál nagyobb arányú német lakosság:
| Település               | Németek aránya | Németek aránya |
| Település               | 2011           | 2021           |
| ----------------------- | -------------- | -------------- |
| Mezőpetri (Petrești)    | 27,3%          | 39,6%          |
| Kálmánd (Cămin)         | 22,6%          | 30,2%          |
| Csanálos (Urziceni)     | 23,9%          | 15,3%          |
| Krasznabéltek (Beltiug) | 11,4%          | 14,0%          |
| Mezőfény (Foieni)       | 20,9%          | 12,3%          |
| Csomaköz (Ciumești)     | 18,3%          | 8,4%           |
| Mezőterem (Tiream)      | 10,9%          | 4,1%           |
| Erdőd (Ardud)           | 8,8%           | 4,5%           |

## Híres emberek
- Haas Mihály (1810–1866) szatmári római katolikus püspök
- Haller György (1883–1934) festő, grafikus
- Scheffler János (1887–1952) szatmári római katolikus püspök, vértanú
- Cserháti Ferenc (1947–2023) katolikus pap
- Stefan Gnandt(wd) (1952–) festő
- Schönberger Jenő (1959–) szatmári római katolikus püspök
- Böhm Zsolt György (1962–) aszteliteniszező
- Zita-Eva Funkenhauser(wd) (1966–) tőrvívó
- Monika Weber(wd) (1966–) tőrvívó
- Hedwig Funkenhauser(wd) (1969–) vívó
- Susanne König(wd) (1974–) kardvívó
- Rita König(wd) (1977–) tőrvívó

## Fordítás
- Ez a szócikk részben vagy egészben  a   Sathmarer Schwaben című német Wikipédia-szócikk ezen változatának fordításán alapul.  Az eredeti cikk szerkesztőit annak laptörténete sorolja fel. Ez a jelzés csupán a megfogalmazás eredetét és a szerzői jogokat jelzi, nem szolgál a cikkben szereplő információk forrásmegjelöléseként.